# Enoploteuthis
Enoploteuthis is een geslacht van inktvissen uit de familie van de Enoploteuthidae.

## Soorten
- Enoploteuthis anapsis Roper, 1964
- Enoploteuthis chunii Ishikawa, 1914
- Enoploteuthis galaxias Berry, 1918
- Enoploteuthis higginsi Burgess, 1982
- Enoploteuthis jonesi Burgess, 1982
- Enoploteuthis leptura (Leach, 1817)
- Enoploteuthis magnoceani Nesis, 1982
- Enoploteuthis obliqua Burgess, 1982
- Enoploteuthis octolineata Burgess, 1982
- Enoploteuthis reticulata Rancurel, 1970
- Enoploteuthis semilineata Alexeyev, 1994

### Synoniemen
- Enoploteuthis (Paraenoploteuthis) anapsis Roper, 1964 => Enoploteuthis anapsis Roper, 1964
- Enoploteuthis (Paraenoploteuthis) chunii Ishikawa, 1914 => Enoploteuthis chunii Ishikawa, 1914
- Enoploteuthis (Paraenoploteuthis) galaxias Berry, 1918 => Enoploteuthis galaxias Berry, 1918
- Enoploteuthis (Paraenoploteuthis) higginsi Burgess, 1982 => Enoploteuthis higginsi Burgess, 1982
- Enoploteuthis (Paraenoploteuthis) jonesi Burgess, 1982 => Enoploteuthis jonesi Burgess, 1982
- Enoploteuthis (Paraenoploteuthis) semilineata Alexeyev, 1994 => Enoploteuthis semilineata Alexeyev, 1994
- Enoploteuthis cookii Owen, 1881 => Taningia danae Joubin, 1931
- Enoploteuthis diadema Chun, 1900 => Lycoteuthis lorigera (Steenstrup, 1875)
- Enoploteuthis dubia Adam, 1960 => Abralia dubia (Adam, 1960) => Abralia (Enigmoteuthis) dubia Adam, 1960
- Enoploteuthis higginisi [sic] => Enoploteuthis higginsi Burgess, 1982
- Enoploteuthis hoylei Pfeffer, 1884 => Abraliopsis (Abraliopsis) hoylei (Pfeffer, 1884)
- Enoploteuthis lesueurii d'Orbigny [in Férussac & d'Orbigny], 1842 => Ancistrocheirus lesueurii (d'Orbigny [in Férussac & d'Orbigny], 1842)
- Enoploteuthis margaritifera Rüppell, 1844 => Pyroteuthis margaritifera (Rüppell, 1844)
- Enoploteuthis neozelanica Dell, 1959 => Abraliopsis (Micrabralia) gilchristi Robson, 1924
- Enoploteuthis owenii Gray, 1849 => Abralia veranyi (Rüppell, 1844) => Abralia (Asteroteuthis) veranyi Rüppell, 1844
- Enoploteuthis pallida Pfeffer, 1884 => Ancistrocheirus lesueurii (d'Orbigny [in Férussac & d'Orbigny], 1842)
- Enoploteuthis polyonyx Troschel, 1857 => Ancistrocheirus lesueurii (d'Orbigny [in Férussac & d'Orbigny], 1842)
- Enoploteuthis theragrae Taki, 1964 => Enoploteuthis chunii Ishikawa, 1914
- Enoploteuthis veranyi Rüppell, 1844 => Abralia veranyi (Rüppell, 1844) => Abralia (Asteroteuthis) veranyi Rüppell, 1844